# Villefagnan

Villefagnan este o comună în departamentul Charente, Franța. În 1 ianuarie 2022 avea o populație de 981 de locuitori.